# Blå måndag (film)
Blå måndag är en svensk film från 2001 i regi av Anders Lennberg.

## Handling
Leo och Roger begår som vanligt ett inbrott. Men det slutar i katastrof.

## Om filmen
Filmen spelades in i Cagnes-sur-Mer och Stockholm. Den har inte visats på bio utan släpptes direkt på VHS och DVD den 10 oktober 2001. Filmen har visats en gång på Kanal 5.
På Imdb har filmen fått ett väldigt dåligt snittbetyg på 1,6 av 10.

## Rollista
- Eva Röse - Eva Lindgren
- Göran Gillinger - Leo Mattsson
- Viktor Bolin - Roger Liström
- Khaled Habib el-Kebich - José
- Linda Ulvaeus - Anki
- Jan Mybrand - Jan
- Göran Forsmark - Thomas, brodern
- Camilla Hellquist - svägerskan
- Eva Stellby - Ingegerd
- Jens Hultén - John, bankdirektören
- Anna Knochenhauer - bankkollegan
- Lilian Johansson - Gunvor
- Nicklas Gustavsson - Kenny
- Jonas Karlsson - grannen
- Gun Arvidsson - läkaren
- Henrik Berg - väktaren